# Rhaphidostegium jolliffii
Rhaphidostegium jolliffii là một loài rêu trong họ Sematophyllaceae. Loài này được (Hook. f.) A. Jaeger mô tả khoa học đầu tiên năm 1878.